# Tommy Edvardsen
Tommy Edvardsen (Oslo, 26 dicembre 1984) è un ex calciatore norvegese, di ruolo difensore.

## Carriera

### Club
Edvardsen ha iniziato la carriera professionistica con la maglia del Vålerenga, per cui ha debuttato nell'Eliteserien il 26 aprile 2003: ha sostituito infatti Pa Modou Kah nella sconfitta per 2-0 in casa del Viking. Il 1º novembre ha segnato la prima rete nella massima divisione norvegese, nella sconfitta per 3-1 in casa del Brann.
Nel 2004, è stato ceduto in prestito all'Haugesund, in 1. divisjon. Ha esordito il 13 giugno, schierato titolare nella sconfitta per 0-3 contro il Sandefjord.
Una volta rientrato al Vålerenga, è partito nuovamente in prestito, stavolta al Moss. Ha vestito per la prima volta la maglia del club in data 24 aprile 2005, sostituendo Alexander Forsberg nel pareggio per 1-1 contro il Bryne. Il 5 settembre dello stesso anno, ha siglato il primo gol: è stato autore di una delle marcature che hanno permesso al Moss di superare il Follo con il punteggio di 4-2.
Al termine della stagione, il trasferimento al Moss è diventato a titolo definitivo. Nel 2011, si è trasferito al Kristiansund. L'11 agosto 2014, ha firmato un contratto valido fino al termine della stagione con il Kongsvinger. Il 30 gennaio 2015 ha rinnovato il contratto che lo legava al club per un'ulteriore stagione. Il 26 settembre 2015, con la vittoria per 4-0 sul Nardo, il suo Kongsvinger si è assicurato la promozione in 1. divisjon con quattro giornate d'anticipo sulla fine del campionato.